# Front des Forces Sociales
| Front des Forces Sociales | Front des Forces Sociales                    |
| ------------------------- | -------------------------------------------- |
| Gründungsdatum:           | 1996                                         |
| Gründungsort:             | Ouagadougou                                  |
| Parteivorsitzender:       | Norbert Michel Tiendrébéogo                  |
| Ideologie                 | Sankarismus, Ökosozialismus, Progressivismus |
| Wähleranteil:             |                                              |
| Website:                  |                                              |

Der Front des Forces Sociales (FFS) ist eine Partei im westafrikanischen Staat Burkina Faso.
Dank ihres prominenten Parteigründers Norbert Michel Tiendrébéogo ist sie landesweit bekannt. 

## Geschichte
Nach der Präsidentschaftswahl von 2005, in der ihr Kandidat Tiendrébéogo mit 1,6 % der Wählerstimmen nur auf dem siebten Rang landete, wurde es still um die FFS. Heute verfügt sie lediglich über einige Sitze in den Gemeinderäten sowie einen Sitz in der Nationalversammlung.
Bei der Parlamentswahl 2007 trat die FFS als Teil einer Wahlunion (Union des partis sankaristes, UPS) an. Ihr Spitzenkandidat Tiendrébéogo wurde in die Nationalversammlung gewählt, ebenso ein zweiter Kandidat der UPS.
Am 14. März 2008 verkündete Tiendrébéogo, wieder den Parteivorsitz zu übernehmen, nachdem er sich zuvor vergeblich um das Amt des Vorsitzenden der UPS bemüht hatte.

## Ideologie
Die FFS ist eine von zahlreichen sozialistisch-sankaristischen Splitterparteien. Ideologisch sieht sich die FFS in der Tradition des ehemaligen Präsidenten Thomas Sankara.